# Спароне
Спароне (итал. Sparone) је насеље у Италији у округу Торино, региону Пијемонт.
Према процени из 2011. у насељу је живело 847 становника. Насеље се налази на надморској висини од 541 м.

## Становништво
Према резултатима пописа становништва 2011. у општини је живело 1.085 становника.
| 1931. | 1936. | 1951. | 1961. | 1971. | 1981. | 1991. | 2001. | 2011. |
| ----- | ----- | ----- | ----- | ----- | ----- | ----- | ----- | ----- |
| 1.962 | 1.912 | 1.606 | 1.461 | 1.216 | 1.346 | 1.223 | 1.174 | 1.085 |